# Меняев, Михаил Фёдорович
Михаил Фёдорович Меняев (3 июня 1947, Москва, СССР) — советский и российский специалист в области библиотековедения, документологии, информатики и систем управления, доктор педагогических наук (1994), кандидат технических наук (1977), профессор (1999).

## Биография
Родился 3 июня 1947 года в Москве. После окончания средней школы, в 1966 году поступил в МГТУ имени Баумана, который он окончил в 1971 году. Администрация «Бауманки» оставила дипломированного специалиста у себя и тот спустя какое-то время разработал первую в СССР автоматическую библиотечную систему БАРС на базе ПЭВМ, которую впервые внедрил на практике в 1989 году, а также организовал подготовку инженеров библиотечного дела по специальности Библиотечные автоматизированные системы. По состоянию на сегодняшний день, он по прежнему работает в МГТУ имени Баумана.

## Научные работы
Основные научные работы посвящены информатизации библиотечной деятельности и внедрения в неё новых технологий ПК и обучения им библиотечного персонала во всех библиотеках Москвы. Автор свыше 100 научных работ.
- Ввёл и раскрыл понятие информационное пространство в системах управления библиотеками.

## Членство в обществах
- 1995 — Член МАИ.